# Lucas Bögl
Lucas Bögl est un fondeur allemand, né le 14 juin 1990 à Munich. Il est spécialiste des courses de distance.

## Biographie
Chez les juniors, il gagne une médaille de bronze aux Championnats du monde de la catégorie en 2010 sur le relais.
Ses débuts en Coupe du monde ont lieu à l'occasion du Tour de ski 2010-2011, qu'il ne termine pas. Il venait de monter sur son premier podium sur la Coupe OPA. Il marque ses premiers points quatre ans plus tard, sur le Tour de ski en se classant 17e du prologue. Lors de l'édition 2017 du Tour de ski, il prend la 19e place finale, avec notamment une onzième place sur la dernière étape.
Il participe à ses premiers mondiaux en 2017, arrivant notamment sixième au relais. Un an plus tard, il découvre les Jeux olympiques, lors de l'édition de Pyeongchang, terminant 15e du quinze kilomètres libre, 16e du skiathlon, 46e du cinquante kilomètres classique et sixième du relais.
En 2020-2021, il effectue son meilleur Tour de ski, l'achevant au douzième rang grâce notamment à une huitième place sur le dix kilomètres libre à Val di Fiemme.

## Palmarès

### Jeux olympiques d'hiver
| Épreuve / Édition   | Sprint                           | Sprint    | 15 km | 15 km                            | Skiathlon 2 × 15 km | 50 km | Relais | Relais    |
| Épreuve / Édition   | libre                            | classique | libre | classique                        | Skiathlon 2 × 15 km | 50 km | Sprint | 4 × 10 km |
| JO 2018 Pyeongchang | Épreuve inexistante à cette date | —         | 15e   | Épreuve inexistante à cette date | 16e                 | 46e   | —      | 6e        |

Légende :
- : pas d'épreuve
- — : Non disputée par Bögl

### Championnats du monde
| Épreuve / Édition        | Sprint                           | Sprint                           | 15 km                            | 15 km                            | Skiathlon 2 × 15 km | 50 km | Relais | Relais    |
| Épreuve / Édition        | libre                            | classique                        | libre                            | classique                        | Skiathlon 2 × 15 km | 50 km | Sprint | 4 × 10 km |
| Mondiaux 2017 Lahti      | —                                | Épreuve inexistante à cette date | Épreuve inexistante à cette date | 31e                              | 19e                 | 18e   | —      | 6e        |
| Mondiaux 2019 Seefeld    | —                                | Épreuve inexistante à cette date | Épreuve inexistante à cette date | 26e                              | 32e                 | 31e   | —      | -         |
| Mondiaux 2021 Oberstdorf | Épreuve inexistante à cette date | -                                | 28e                              | Épreuve inexistante à cette date | 29e                 | 33e   | —      | 7e        |

Légende :
- : pas d'épreuve
- — : Non disputée par Lucas Bögl

### Coupe du monde
- Meilleur classement général : 26e en 2021.
- Meilleur résultat individuel : 8e.

#### Classements en Coupe du monde
| Année     | Classement général final | Classement distance | Tour de ski |
| 2014-2015 | 103e                     | 61e                 | 31e         |
| 2015-2016 | 115e                     | 68e                 | 39e         |
| 2016-2017 | 58e                      | 50e                 | 19e         |
| 2017-2018 | 52e                      | 34e                 | 24e         |
| 2018-2019 | 56e                      | 42e                 | 22e         |
| 2019-2020 | 35e                      | 26e                 | 16e         |
| 2020-2021 | 26e                      | 24e                 | 12e         |

### Championnats du monde junior
- Médaille de bronze en relais à Hinterzarten en 2010.

### Coupe OPA
- 3e du classement général en 2013.
- 1 victoire en épreuve individuelle.
- 1 victoire en épreuve par équipes.

### Championnats d'Allemagne
- Champion sur trente kilomètres libre en 2016.